# Aliança de Gandra
El Aliança de Gandra es un equipo de fútbol de Portugal que juega en la Primera División de Oporto, una de las ligas de la cuarta división de fútbol en el país.

## Historia
Fue fundado el 16 de agosto de 1936 en la localidad de Gandra del distrito de Oporto y la mayor parte de su historia la han pasado en los niveles más bajos de las ligas de Oporto, en donde ni siquiera se han podido clasificar a la Copa de Portugal.
El club ha tenido un constante crecimiento deportivo, que lo ha llevado a subir en la liga de Oporto al punto que lograron el título de liga y lograron ascender por primera vez para competir a nivel nacional en el Campeonato de Portugal para la temporada 2016/17.

## Palmarés
- Liga Regional de Oporto: 1

2015/16
- Segunda División de Oporto: 1

2010/11